# Brännvin och fågelholkar
Brännvin och fågelholkar (med tillägget Söderkåkar reser västerut!) är svensk buskis-fars med Stefan & Krister, i ombearbetning av Gideon Wahlbergs komedi Söderkåkar (ombearbetad till Västkusten från Stockholm av Anders Albien som också regisserade).
Den spelades 2006 på Vallarnas friluftsteater, och har även visats på TV under titeln Söderkåkar. Den var också en jubileumsfars i och med duons tionde raka föreställningsår på Vallarnas, och redan innan premiären hade 60 000 biljetter sålts. Farsen innehåller även ett antal sånger/visor, och brevbäraren Dag-Otto Flink blev fortlevd som rollfigur med sin första återkomst efter Jäkelskapserien sedan Barnaskrik och jäkelskap år 2003.

## Handling
Någon gång på 1930-talet har bröderna Klasson ärvt sitt föräldrahem, två hus intill Ätrans strand.
I det stora vita huset bor den yngre brodern Erik (som har bytt efternamn till Klasén), hans fru Aurore (en före detta skådespelare och artist) och Aurores systerdotter Maj-Britt, samt deras karltokiga tjänsteande Malin.
I det andra betydligt enklare huset bor den äldre brodern, och murarbasen, Johan Klasson med sin fru Hanna och deras snart utexaminerade son Albin.
Affärsmannen, storpampen och Eriks "vän", Hugo Mytelius, dyker upp för att kassera in Eriks lån. Direktör Mytelius råkar dessutom vara en av Maj-Britts friare.

## Rollista
| Stefan Gerhardsson   | – Johan Klasson, Eriks broder                         |
| Jojje Jönsson        | – Dag-Otto Flink / "Lasse" Larsson                    |
| Siw Carlsson         | – Aurore "Morrhoppan" Lundström Klasén / Jana Larsson |
| Annika Andersson     | – Fröken Malin, tjänsteande                           |
| Claes Malmberg       | – Direktör Hugo "Råbiffen" Mytelius                   |
| Ulf Dohlsten         | – Erik Klasén, Johans broder                          |
| Jeanette Capocci     | – Maj-Britt Lundström                                 |
| Mikael Riesebeck     | – Albin Klasson                                       |
| Gösta Jansson        | – Poliskonstapel Karlsson                             |
| Maria Mälson Nystedt | – Hanna Klasson                                       |